# Ratboř

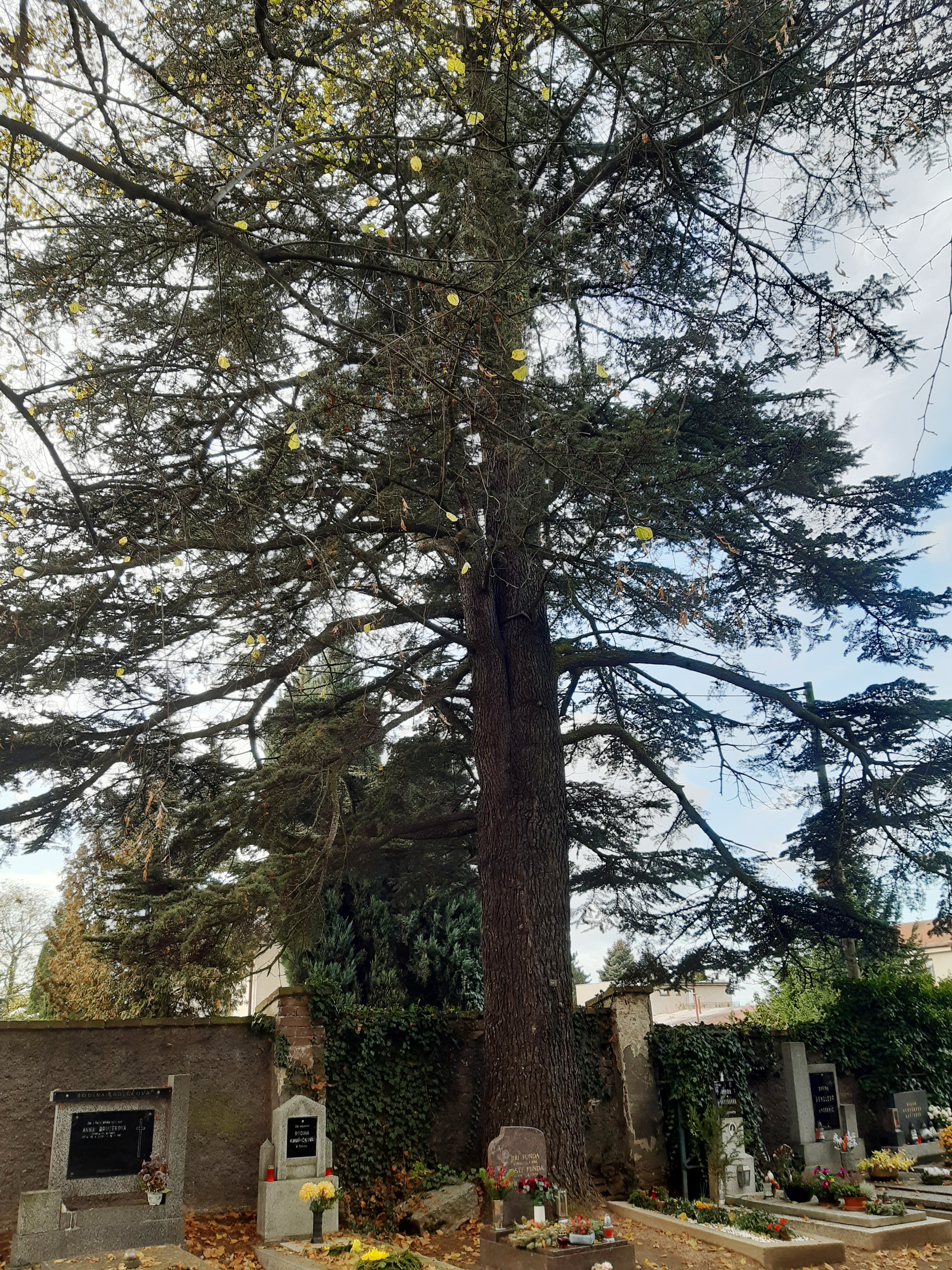
Cedr na hřbitově – památný strom

Ratboř je obec ležící v okrese Kolín asi 7 km jihozápadně od Kolína. Obec čítá 558 obyvatel a její katastrální území má rozlohu 477 ha. Obec se nachází ve výšce 314–374 m n. m. Součástí obce jsou i vesnice Sedlov a Těšínky.
Ratboř je také název katastrálního území o rozloze 2,25 km².

## Historie
První zmínka o Ratboři v minulosti i Radboři pochází z roku 1115. Obec byla součástí majetku benediktinského kláštera Kladruby u Stříbra. Zpráva se vyskytuje na falzu pozdějšího data. Věrohodnější je zpráva z roku 1352.

### Územněsprávní začlenění
Dějiny územněsprávního začleňování zahrnují období od roku 1850 do současnosti. V chronologickém přehledu je uvedena územně administrativní příslušnost obce v roce, kdy ke změně došlo:
- 1850 země česká, kraj Pardubice, politický i soudní okres Kolín[5]
- 1855 země česká, kraj Čáslav, soudní okres Kolín
- 1868 země česká, politický i soudní okres Kolín
- 1939 země česká, Oberlandrat Kolín, politický i soudní okres Kolín[6]
- 1942 země česká, Oberlandrat Praha, politický i soudní okres Kolín[7]
- 1945 země česká, správní i soudní okres Kolín[8]
- 1949 Pražský kraj, okres Kolín[9]
- 1960 Středočeský kraj, okres Kolín
- 2003 Středočeský kraj, obec s rozšířenou působností Kolín

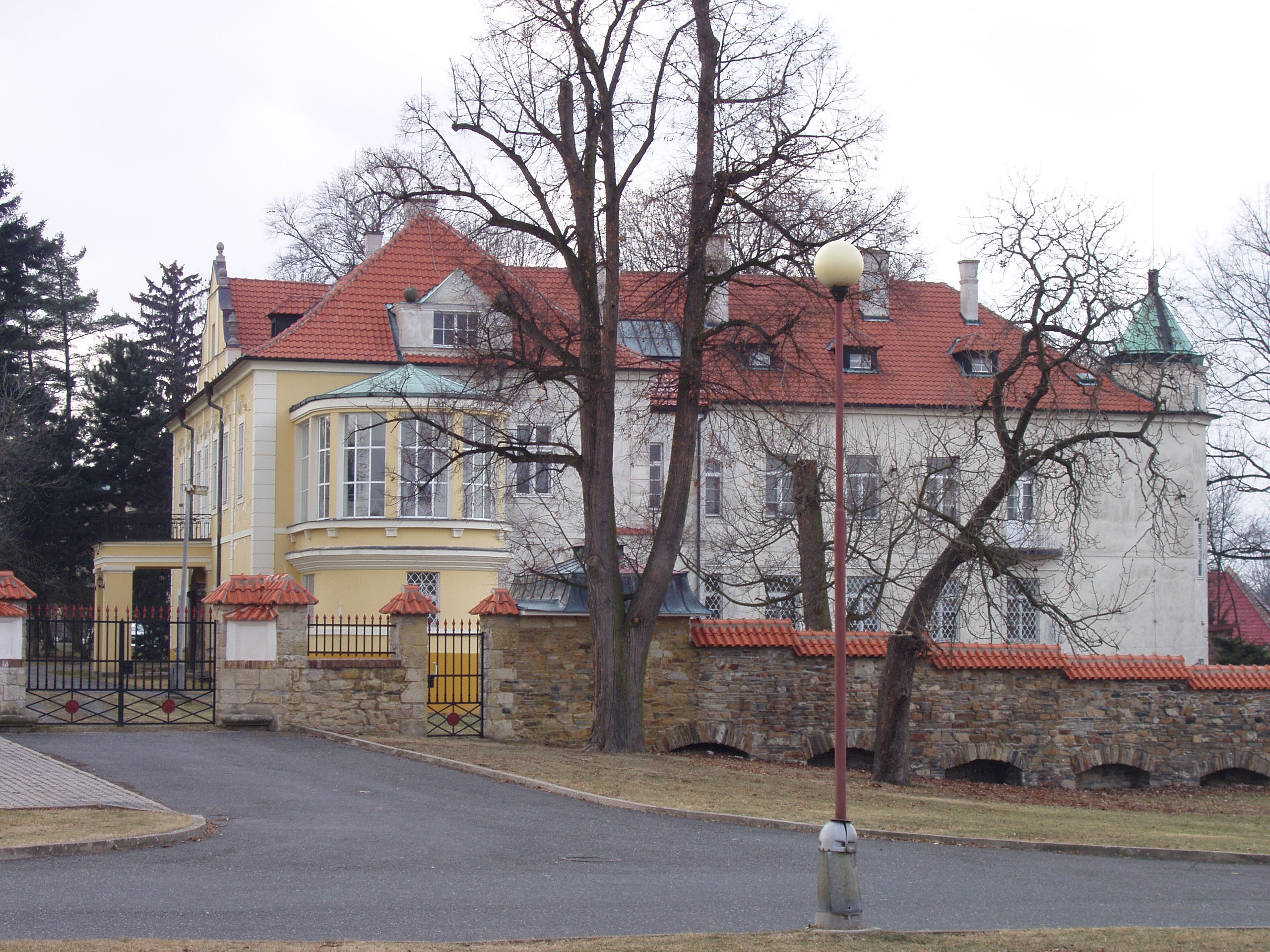
starý zámek

### Rok 1932
V obci Ratboř (593 obyvatel, poštovní úřad, katolický kostel, společenstvo veškerých živností) byly v roce 1932 evidovány tyto živnosti a obchody: lékař, autodoprava, biograf Sokol, cukrovar, obchod s dobytkem, fotografický ateliér, holič, 3 hostince, kovář, krejčí, 2 mlýny, obuvník, pekař, pohodný, pokrývač, porodní asistentka, 2 řezníci, sedlář, 3 obchody se smíšeným zbožím, spořitelní a záložní spolek pro Ratboř, 2 trafiky, truhlář, velkostatek, zámečník, obchod se starým železem a kovy.

## Pamětihodnosti
Mezi kulturní památky obce patří kostel sv. Václava. Původně gotický kostel byl barokně přestavěn. V obci se také nachází zámek a vila zvaná nový zámek, které jsou v soukromém vlastnictví. Vilu podle plánů Jana Kotěry zvanou lidmi nový zámek nechala postavit rodina Mandelíkových, majitelů ratbořského velkostatku a cukrovaru. Dnes je ve vile hotel. V roce 2024 je celý objekt nabízen k prodeji.

## Významní rodáci
- Luisa Landová-Štychová (1885–1969), česká novinářka, popularizátorka vědy, průkopnice feminismu a politička
- Alfons von Czibulka (1888–1969), česko-rakouský spisovatel a malíř

## Doprava

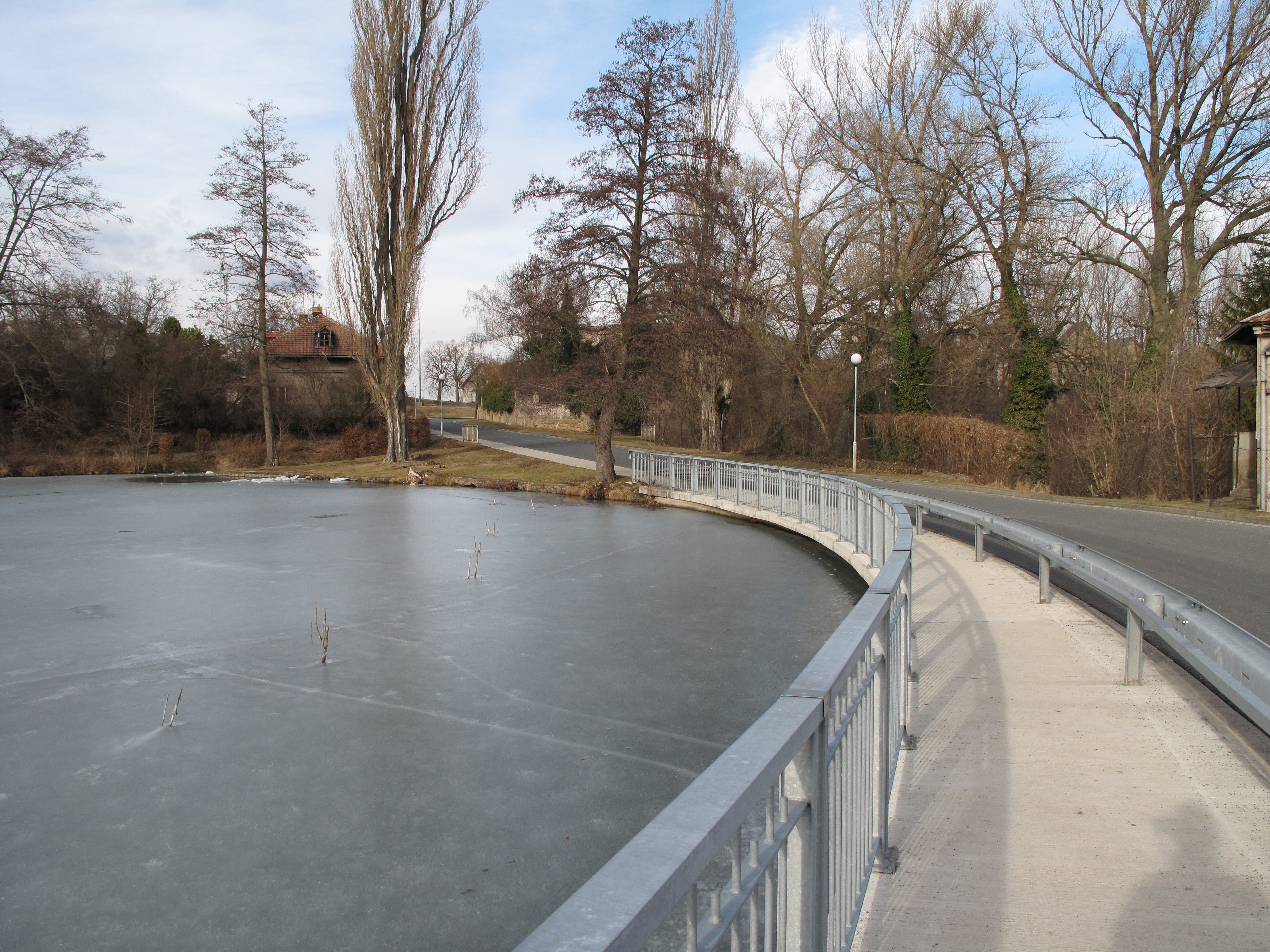
Lávka přes tovární rybník

Po jižní hranici katastru vede silnice I/2 v úseku Říčany - Kutná Hora. Dále územím prochází silnice III. třídy:
- III/12544 Kořenice - Ratboř
- III/33344 Ratboř - Sedlov - Těšínky - Malenovice
- III/33345 Suchdol - Radboř - Pašinka

Obec Ratboř leží na železniční trati 014 Kolín - Uhlířské Janovice - Ledečko. Je to jednokolejná regionální trať, zahájení dopravy bylo roku 1900. Na území obce je železniční stanice Ratboř.
V obci měly v roce 2011 zastávky autobusové linky Praha,Háje-Suchdol (v pracovních dnech 14 spojů, o víkendu 7 spojů) (dopravce ČSAD POLKOST, s. r. o.), Kolín-Kořenice (v pracovních dnech 1 spoj) a Kolín-Suchdol-Bečváry,Červený Hrádek (v pracovních dnech 6 spojů) (dopravce Okresní autobusová doprava Kolín, s. r. o.).
Po trati 014 jezdilo v pracovních dnech 11 párů osobních vlaků, o víkendu 7 párů osobních vlaků.